# 雷雄德
雷雄德，MH（1959年9月15日—），香港運動科學學者及香港教育大學健康與體育學系高級講師及副系主任。他有「傳媒好友」之稱，於1981年入職中學教師，1990年起擔任大學教職。本於2021年退休，但在退休未幾轉到香港教育大學工作。

## 背景

### 早年生活
雷雄德早年於香港島灣仔駱克道的舊樓出生和居住，有一名胞姊，父親是一名售貨員與政府職員。雷雄德因堂費便宜且免學費關係，所以入讀東華三院李賜豪小學。他當時曾獲聖若瑟小學取錄，及後在李賜豪小學讀至三年級，即完成小三課程便隨家人遷居西環觀龍樓，並在1972年畢業於聖嘉祿學校上午校（第十八屆小六）。求學階段是求知慾強的學生。雷小學畢業後升讀香港鄧鏡波書院，在1977年完成中五理科課程；同屆同學計有前懲教署署長邱子昭以及香港上市公司信和集團總經理袁銘恩。而在校期間，他是校內足球隊成員，又會到大嶼山協助鋪設道路、吹奏口琴和在中四及中五時分別擔任社區服務團成員和廉政公署義工大使。
他17歲開始接觸獨木舟運動，1978年參加過市政局與香港獨木舟總會合辦的「香港公開馬拉松獨木舟錦標賽」新秀組別賽事。1982年與15位外展訓練學校同學會會員，花了9小時由香港划獨木舟至澳門。中五那年，雷雄德到香港外展訓練學校接受為期25天的全日外展訓練課程。其後由於成績一般而入讀羅富國師範學院，求學之餘亦會編織毛衣。他之所以投身教育界，原因出於喜歡教導別人，結果在任職音樂教師的胞姊提議之下，以教育為其事業。

### 事業發展
當他於1981年在羅富國師範學院完成體育系學位後，他到葛量洪師範學院修讀高級教育文憑。於1981年至1985年間任職天主教普照中學體育老師/教練，兼教數學科。當時，他帶領學校田徑隊（手球、羽毛球和足球），在短短四年間從學界第三組升上第一組，也曾令學校的「C Grade」足球隊在1982年取得當年學界九龍區第一組季軍。1983年，他更以香港獨木舟代表團教練身份出席芬蘭世界獨木舟錦標賽及丹麥馬拉松錦標賽。1985年因自覺知識少而辭去教職遠赴美國留學，1984年隨代表團出席日本鹿兒島邀請賽暨鹿屋體育大學開幕禮。
自1985年起，在葛量洪師範學院體育系主任簡榮基鼓勵下，雷雄德赴美國麻薩諸塞州春田大學修讀體育學士、運動醫學與運動創傷處理碩士（1987年起修讀）以及體育博士（1990年8月修畢，專修體育測量與統計）。前後花了五年時間逗留當地，一邊遊歷美國47個州份。為賺取學費，雷於其老師、時任春田大學國際招生部主管的傅浩堅介紹的中國餐館工作。
1990年返港後，雷雄德開始在香港中文大學負責為期3年的必修體育課程，還帶領運動團體參與大專學界比賽。自1991年開始亦為香港教練培訓委員會各級別的獨木舟課程設計合乎香港環境的教學大綱。直至1993年加入香港浸會大學體育及運動學系，2021年8月榮休。此前，雷雄德在2009年與妻子一同獲學術期刊《體育教學學報》（Journal of Teaching in Physical Education）頒發「Metzler-Freedman傑出論文獎2008」，以表揚二人的論文〈環境對小學生體育課堂活動量的影響〉獲選為《體育教學學報》全年最優秀論文。2018年，他獲香港特別行政區政府頒發「行政長官社區服務獎狀」。鑑於對體育人才培訓工作作出多年貢獻，他在2021年由香港體育學院香港教練培訓委員會主辦的2019賽馬會香港優秀教練選舉中，獲得「最佳教練培訓工作者」獎。退休前是體育學系副教授兼許士芬博士體康研究中心副主任。
而宣佈離職未幾，雷雄德在2021年9月加入香港教育大學擔任健康與體育學系高級講師及副系主任，同時計劃協助籌備成立「優質體育資源中心」。2018年至今為《星島日報》及《頭條日報》撰寫專欄「是非雷台」。現時除了大學教職外，他從2004年起為香港電台主持廣播節目《十項全能》（前名《奧運全能》）。此外肩負其他崗位，在公職方面，獲委任為防控非傳染病督導委員會委員、香港小童群益會執行委員、香港警務處耆樂警訊「活力大使」以及體育委員會委員（2020年至2023年）等公職。在教育與體育方面，則於2013年至2022年間擔任保良局李城璧中學獨立校董，且出任香港獨木舟總會技術顧問、中國香港運動醫學及科學學會秘書長/會長。2023年7月，他因對「運動教育和運動科學貢獻良多」而獲政府頒授榮譽勳章。

## 個人生活
雷雄德於1990年代結婚，妻子是香港浸會大學體育及運動學系系主任及教授周碧珠。二人婚後育有兩名兒子。

## 參與節目
若有遺漏，請協助補充相關資料。
主持
- 2004年至今 奧運全能 / 十項全能（香港電台）
- 2006年至今：清晨爽利（香港電台）
- 2021年 奥運第一台（香港電台）[1]
- 2021年至今 港台體壇123（香港電台）

嘉賓
- 2014年至2019年 學是學非（無綫電視）
- 2015年 今日話你知之有偈傾（鳳凰衛視）
- 2017年 今日話你知之搞邊科（鳳凰衛視）
- 2017年 左右紅藍綠（香港電台）
- 2020年 學是疫學非（無綫電視）
- 2020年 今日話你知之搞邊科（鳳凰衛視）
- 2020年 精靈一點（香港電台）
- 2020年 體貼香港（now TV）
- 2021年 無耆不有（第133集、無綫電視）
- 2021年 醫醫，我不想再病了（第6集、無綫電視）
- 2021年7月19日、10月18日 流行都市（無綫電視）[36]
- 2021年 就係唔科學（第38集、ViuTV）
- 2021年 港台體壇123（香港電台）
- 2021年 麻雀鬥室三決一（第8集、無綫電視）
- 2022年 流行都市（1月31日，講解肌肉力量環節、無綫電視）
- 2022年 學是疫學非（第二輯、無綫電視）
- 2022年 快樂長門人（6月21日、無綫電視）
- 2022年 健康100錯（無綫電視）
- 2023年 流行都市（1月27日，運動環節、無綫電視）
- 2023年 好睡好起（第3集、無綫電視）
- 2023年 咁你都唔識（第1集、無綫電視）
- 2023年 思家大戰（第54集、無綫電視）
- 2024年 早D知早D醫（第4集、無綫電視）
- 2024年 地球大神秘（無綫電視）
- 2024年 J Sport（第20集、無綫電視）
- 2025年 齊建無煙香港（無綫電視）

劇集
- 2025年 虛擬情人 飾 雷教授（第3、9集）

## 著作
- 2016年 《動出資優兒 利用運動為智能增值》（與鄧澔明合著、世界出版社出版）
- 2017年 《請問雷博士！運動科學是與非》（一丁文化出版）
- 2019年 《運動+營養‧講是又講非》（一丁文化出版）
- 2021年 《運動與癌症是與非》（一丁文化出版）

## 外部連結
- 《頭條日報》雷雄德專欄「是非雷台」 （页面存档备份，存于）